# Уйгентасский район
Уйгентасский район (каз. Үйгентас ауданы) — административно-территориальная единица в составе Алма-Атинского округа, Алма-Атинской и Талды-Курганской областей, существовавшая в 1928—1930, 1935—1963 и 1964—1997 годах. Центр — село Андреевское (в 1992 переименовано в Кабанбай).
Район был образован в составе Алма-Атинского округа Казакской АССР 17 января 1928 года из Герасимовской волости Лепсинского уезда Джетысуйской губернии Казакской АССР. Первоначально носил название Герасимовский район.
17 июля 1928 года район был переименован в Андреевский район.
23 июля 1930 года Алма-Атинский округ был упразднён. При этом был упразднён и Андреевский район, а его территория разделена между Алакульским и Лепсинским районами.
Андреевский район был воссоздан в 1935 году в составе Алма-Атинской области Казакской АССР (с 1936 — Казахской ССР).
29 июня 1936 года из Андреевского района был выделен Дзержинский район.
16 марта 1944 года Андреевский район был передан в новую Талды-Курганскую область.
5 ноября 1957 года к Андреевскому району был присоединён Дзержинский район.
6 июня 1959 года Талды-Курганская область была упразднена и Андреевский район вернулся в Алма-Атинскую область.
В 1963 году Андреевский район был упразднён, но уже в 1964 восстановлен.
23 декабря 1967 года Андреевский район был передан в воссозданную Талды-Курганскую область.
4 августа 1993 года Андреевский район был переименован в Уйгентасский район.
22 апреля 1997 года Талдыкорганская была вновь упразднена и Уйгентасский район вернулся в Алматинскую область.
23 мая 1997 года Уйгентасский район был вновь упразднён, а его территория передана в Алакольский район.